# Alexander Tolush
Alexander Kazimirovich Tolush (San Petersburgo, 1 de mayo de 1910-ibidem, 3 de marzo de 1969) fue un gran maestro de ajedrez soviético. Obtuvo el título de Maestro Internacional en 1950, Gran Maestro Internacional en 1953 y Maestro Internacional de Ajedrez por Correspondencia en 1965. Fue uno de los mentores de Boris Spassky.
Tolush ganó el Campeonato de Leningrado en 1937 (conjunto), 1938, 1946 y 1947 (conjunto). Jugó en el Campeonato de la URSS diez veces. Su mejor resultado fue el segundo lugar (+ 8−3 = 6 compartido con Aronin y Lipnitsky) detrás de Keres en 1950. Terminó cuarto en 1952 (+ 8−4 = 7, igual con Boleslavsky y detrás de Botvinnik, Taimanov y Geller) y cuarto 1957 (+ 10−5 = 6 igual a Spassky y detrás de Tal, Bronstein y Keres).
Su mejor resultado internacional fue el primer lugar (+ 10−1 = 8) en Bucarest 1953, por delante de Petrosián, Smyslov, Boleslavsky y Spassky. En 1968 fue segundo en Keszthely + 7-1 = 3 detrás de Portisch. Tolush nunca jugó en las Olimpiadas de Ajedrez pero representó a la URSS en dos Campeonatos Europeos de Ajedrez por Equipos.
Aunque nunca alcanzó el nivel más alto de ajedrez, Tolush fue un jugador de ataque imaginativo. Trabajó como periodista de ajedrez y fue un destacado entrenador cuyos alumnos incluyeron a Keres y Spassky. Su biografía Alexander Tolush (1983) fue compilada por su esposa Valentina e incluye 92 partidas. Tolush introdujo el Gambito Tolush-Geller de la Defensa Eslava en las partidas Tolush-Smyslov (Campeonato de la URSS 1947) y Tolush-Levenfish (Campeonato de Leningrado 1947).